# あなぽん
あなぽんは、日本の漫画家、イラストレーター。2010年（平成22年）から商業デビューし活動している。

## 主な作品

### 漫画
- ケータイまんが王国 ケダモノ彼女
- 妹アンソロジー（一迅社）

### 小説イラスト
- おまえをオタクにしてやるから、俺をリア充にしてくれ!（『富士見ファンタジア文庫』、原作：村上凛）
- すずみんは肉食系火竜（『ファミ通文庫』、原作：西野吾郎）
- 聖剣転生してギャルと…!?（『富士見ファンタジア文庫』、原作：落合祐輔）
- だからお兄ちゃんと呼ぶなって!（『ファミ通文庫』、原作：桐山なると）
- 幼なじみは負けフラグって本当ですか?（『講談社ラノベ文庫』、原作：猫又ぬこ）

### ゲーム原画
- 祝福の鐘の音は、桜色の風と共に。（すたじお緑茶）
- はにかみCLOVER（すたじお緑茶）
- さくらいろ、舞うころに（PULLTOP）

### その他
- グリザイアの楽園 第四話提供イラスト